# Ліза Собецкі
Лі́за Енн Собе́цкі (англ. Lisa Ann Sobecki; 30 червня 1967 ) — американська політична діячка, член Палати представників Огайо від 45 округу (з 7 січня 2019), представниця Демократичної партії. Колишня учасниця Освітньої ради Толедо (англ. Toledo Board of Education).[джерело?]
У Палаті представників Огайо Собецкі засідає у таких комітетах: з економічного розвитку; початкової та середньої освіти; державного та місцевого самоврядування; планування бюджету;  нагляду за освітою.

## Участь у виборах
На виборах 2018 року перемогла кандидата від Республіканської партії, набравши 64% голосів.
| Рік  | Демократка   | Голоси | Відсоток | Республіканець   | Голоси | Відсоток |
| ---- | ------------ | ------ | -------- | ---------------- | ------ | -------- |
| 2018 | Ліза Собецкі | 21,375 | 64.0%    | Девід Дейвенпорт | 12,042 | 36.0%    |